# Казин, Василий Васильевич
Васи́лий Васи́льевич Ка́зин (25 июля (6 августа) 1898 — 1 октября 1981) — русский советский поэт, редактор.

## Биография
Родился 25 июля (6 августа) 1898 года в Москве, в семье крестьянина-водопроводчика. Начальное образование получил, окончив с отличием Лефортовское училище. В 1918 году окончил частное реальное училище Игнатьева и тогда же принял активное участие в организации Союза рабочей молодёжи в Москве, впоследствии работал секретарём Бауманского райкома комсомола. Был сотрудником Наркомпроса.
Первая публикация появилась в 1914 году, когда в газете «Газета-Копейка» было напечатано его первое произведение «У пруда». Серьезно занялся литературой в студии Пролеткульта под руководством Андрея Белого. В 1920 году был в числе основателей литературной группы «Кузница». Был заместителем редактора журнала «Красная новь». 
Сборник «Рабочий май» и поэма «Лисья шуба и любовь» создали ему славу одного из лучших пролетарских поэтов. В период становления советской литературы имя Казина среди молодых поэтов было одним из самых ярких и привлекательных. На его стихах многому училась впоследствии литературная молодежь.
В 1931—1940 годах работал редактором Гослитиздата. В 1938—1953 годах его почти не печатали. Новое признание он приобрёл благодаря поэме «Великий почин» (1954), прославляющей введение субботников.

В ранних стихах Казина идёт речь о счастье в труде. В его сборнике «Каменщик» (1919) «фартук красную песню потомкам поёт о кирпичах». Тема ремесла и связь с природой и деревенской жизнью сообщали его стихам особенное звучание в сравнении с другими произведениями пролетарской поэзии. Поздние стихи Казина носят наивно-коммунистический характер: он изображает целительное воздействие принудительного труда в «Беломорской поэме» (1936—62), восхваляет сельскохозяйственную выставку («ВСХВ», 1954), удивлённо обращается к Б. Пастернаку со словами: «Всё стоишь в сторонке от великих дел?» («Борису Пастернаку», 1934) или радуется тому, что один из его сборников стоял на полках личной библиотеки Ленина («В библиотеке Ленина», 1969). То же самое сочетание гимнического пафоса и простоты формы свойственно и его далеким от политики произведениям, например, об умершей матери или об отраде, обретаемой в стихах Пушкина.— Вольфганг Казак
Умер в Москве 1 октября 1981 года. Похоронен на Переделкинском кладбище.

## Награды
- 3 ордена Трудового Красного Знамени
- медали

## Сборники
- Рабочий Май. Петроград, 1922
- Избранные стихи. — М.: Огонёк, 1925. — 45 с. (Библиотека журнала «Огонёк», № 65)
- Лисья шуба и любовь. — М., 1926
- Признания. — М.-Л., 1928
- Избранные стихи. — М., 1931
- Избранные стихи. — М., 1934
- Беломорская поэма. — М.: Гослитиздат, 1937 (11 тип. Мособлполиграфа). — 76 с.
- Стихотворения. Лирика. Эпиграммы. Поэмы. — М., 1937
- Великий почин. — 1956
- Стихотворения. — М., 1956
- Стихотворения и поэмы. — М., 1957
- Великий почин: Поэма и стихи. / Худож. В. Ростовцев. — М.: Правда, 1958. — 32 с. — (Б-ка журнала «Огонёк» № 2).
- Лирика. — М., 1960
- Великий почин: Лирич. поэма / [Ил.: В. Ростовцев]. — М.: Гослитиздат, 1963. — 58 с.: ил.
- Стихотворения и поэмы. — М., 1964
- Великий почин: Лирич. поэма. / Худож. А. Гончаров. — М.: Худож. лит., 1969. — 29 с.: ил.
- Три поэмы: Поэмы (Лисья шуба и любовь; Беломорская поэма; Великий почин). / Худож. А. Рюмин]. — М.: Современник, 1974. — 76 с.: ил.
- Великий почин: Стихотворения и поэмы / Худож. И. Блиох. — М.: Современник, 1978. — 269 с.: ил. — (Библиотека поэзии «Россия»)
- Избранное. — М., 1978
- Лик любви. — М., 1984

## Собрание сочинений, избранное
- Избранное: Стихотворения и поэмы. / Вступ. статья С. Васильева; [Ил.: И. Куклес]. — М.: Художественная литература, 1972. — 288 с.; портр.: ил.
- Избранное: Стихотворения и поэмы. / Вступ. статья Л. Озерова. — М.: Худож. лит., 1978. — 319 с.; портр.